# Tuichi
Il Tuichi (in spagnolo Río Tuichi) è un fiume che scorre nella Bolivia settentrionale, nel Parco nazionale Madidi. Nasce dalla confluenza di vari piccoli fiumi ai piedi della Ande nel Dipartimento di La Paz ad un'altezza di 1 070 metri s.l.m.. Il Tuichi scorre per 265 km attraverso la foresta pluviale per confluire, infine, nel fiume Beni all'altezza di Rurrenabaque. Il fiume ha la forma di una V rovesciata e passa molto vicino al laghi Santa Rosa e Chalalán.